# Seznam partizanskih spomenikov v Občini Radovljica
Seznam partizanskih spomenikov vsebuje obeležja odporniškega gibanja (bolnišnic, tiskarn), partizanov, talcev, internirancev, izgnancev in drugih žrtev okupatorja med drugo svetovno vojno na področju današnje občine Radovljica.

## Dobrava pri Kropi
|  | Register kulturne dediščine 27916 |

|  | Register kulturne dediščine 24890 |